# Arvid Ribbing (1620–1678)
Arvid Ribbing, född 14 maj 1620, död 13 juli 1678, var en svensk adelsman och överste.

## Biografi
Arvid Ribbing föddes 14 maj 1620. Han var son till ståthållaren Christoffer Ribbing och Estrid Oxehufvud. Ribbing var militär under fältmarskalken Torstenssons ledning vid krigen i Tyskland och blev 1640 kapten vid överste George Fleetwoods regemente. Han blev major vid Östgöta kavalleriregemente 1647. År 1649 deltog Ribbing i riksdagen i friherre Gyllenhielms ställe. Mellan 1656 och 1657 byggde han upp Trehörna kyrka och bildade Trehörna socken. I kyrkan anlade Ribbing en familjegrav. På storklockan i Trehörna kyrka står Ribbing och hans frus namn. Ribbing blev överstelöjtnant vid Östgöta kavalleriregemente 1658, på rekommendation av drottning Kristinas rekommendation till kungen Carl X Gustaf. År 1659 skänkte han ett klockarebol till Öggestorps församling och 1667 torpet Kolhult till bostad för kyrkoherden i Trehörna församling. Den 14–15 maj 1667 hade han drottning Kristina som gäst på Ulvsnäs. Ribbing blev överste och chef för tremänningarna i Skånska kriget 1675, på rekommendation av drottning Kristina. Ribbing avled 13 juli 1678.
Ribbing ägde gårdarna Ingemarstorp i Åsbo socken 1673-1674, Ulvsnäs i Öggestorps socken, Trehörna säteri i Trehörna socken och Mörbylund.

### Familj
Ribbing gifte sig 11 maj 1651 på Halmstads slott med friherrinnan Anna Margaretha Sperling (1630-talet–1699). Hon var dotter till guvernören Casper Otto Sperling och Elin Ulfsparre af Broxvik. De fick tillsammans barnen Lennart (1654–1733), Maria (1657–1672), Erik (1658–1695), Christina (1659–1728), Margaretha (1660–1702), Christoffer (1661–1676), Pehr (1662–1727), Anna Helena (1664–1679), Estrid (1665–1696) och Otto (1667–1703).